# Campionato centramericano maschile di pallacanestro 1977
Il 7º Campionato dell'America Centrale e Caraibico Maschile di Pallacanestro FIBA (noto anche come FIBA Centrobasket 1977) si è svolto dal 2 settembre al 12 ottobre 1977 a Panama, capitale dell'omonimo stato. Il torneo è stato vinto dalla nazionale dominicana.
I FIBA Centrobasket sono una manifestazione contesa dalle squadre nazionali di Messico, Centro America e Caraibi, organizzata dalla CONCENCABA (Confederazione America Centrale e Caraibi), nell'ambito della FIBA Americas.

## Squadre partecipanti
- Antille Olandesi
- El Salvador
- Honduras
- Messico
- Panama
- Porto Rico
- Rep. Dominicana

## Classifica finale
| Pos | Squadra | V-P |
| --- | --- | --- |
|     | Rep. DominicanaBáez, Cabrera, Chacón, Gómez, Mieses, Muñoz, Pérez, Prats, Prince, Rozón, Sibilio, Tejeda, All. Humberto Rodríguez | 6-3 |
|     | Porto Rico | 8-1 |
|     | Panama | 6-3 |
| 4   | Messico | 4-5 |
| 5   | El Salvador | 2-4 |
| 6   | Honduras | 1-5 |
| 7   | Antille Olandesi | 0-6 |